# پشمی‌قلعه
پشمی‌قلعه یک منطقهٔ مسکونی در افغانستان است که در ولایت بلخ واقع شده‌است.